# Nati nel 1371
| Questa pagina contiene informazioni ricavate automaticamente dalle voci biografiche con l'ausilio del template Bio e di un bot. L'aggiornamento è periodico e automatico e ricostruisce completamente la pagina. Se manca una persona in questa lista, sei pregato di non aggiungerla, ma accertati piuttosto che la sua voce biografica contenga il template Bio e che i dati anagrafici siano correttamente compilati. Se il template Bio manca, inseriscilo tu stesso o, in alternativa, metti l'avviso {{tmp\|Bio}} che ne segnala la mancanza. Se i dati riportati sono sbagliati, correggi direttamente la voce biografica; le modifiche saranno visibili in questa lista entro pochi giorni. Per chiarimenti vedi il progetto biografie. La lista contiene solo le 17 persone che sono citate nell'enciclopedia e per le quali è stato implementato correttamente il template Bio. Pagina aggiornata al 10 ago 2025. |

- 12 febbraio - Elizabeth Mortimer, nobildonna inglese († 1417)
- 14 aprile - Maria d'Ungheria, regina († 1395)
- 23 aprile - Guglielmo II di Meißen, nobile tedesco († 1425)
- 28 maggio - Giovanni di Borgogna, nobile († 1419)
- 25 giugno - Giovanna II di Napoli, regina († 1435)
- 21 settembre - Federico I di Brandeburgo, nobile tedesco († 1440)
- 30 dicembre - Basilio I di Russia, principe russo († 1425)
- Leopoldo IV d'Asburgo, duca († 1411)
- Pierre Cauchon, vescovo cattolico francese († 1442)
- James Douglas, VII conte di Douglas, nobile scozzese († 1443)
- Shō Hashi, re giapponese († 1439)
- Jean de Lastic, francese († 1454)
- Dragana Lazarević, principessa serba († 1395)
- Giovanni Morelli, politico e scrittore italiano († 1444)
- Sofia di Lituania, principessa lituana († 1453)
- Valentina Visconti, nobile († 1408)
- Zheng He, navigatore, ammiraglio e diplomatico cinese († 1434)